# Gummiband

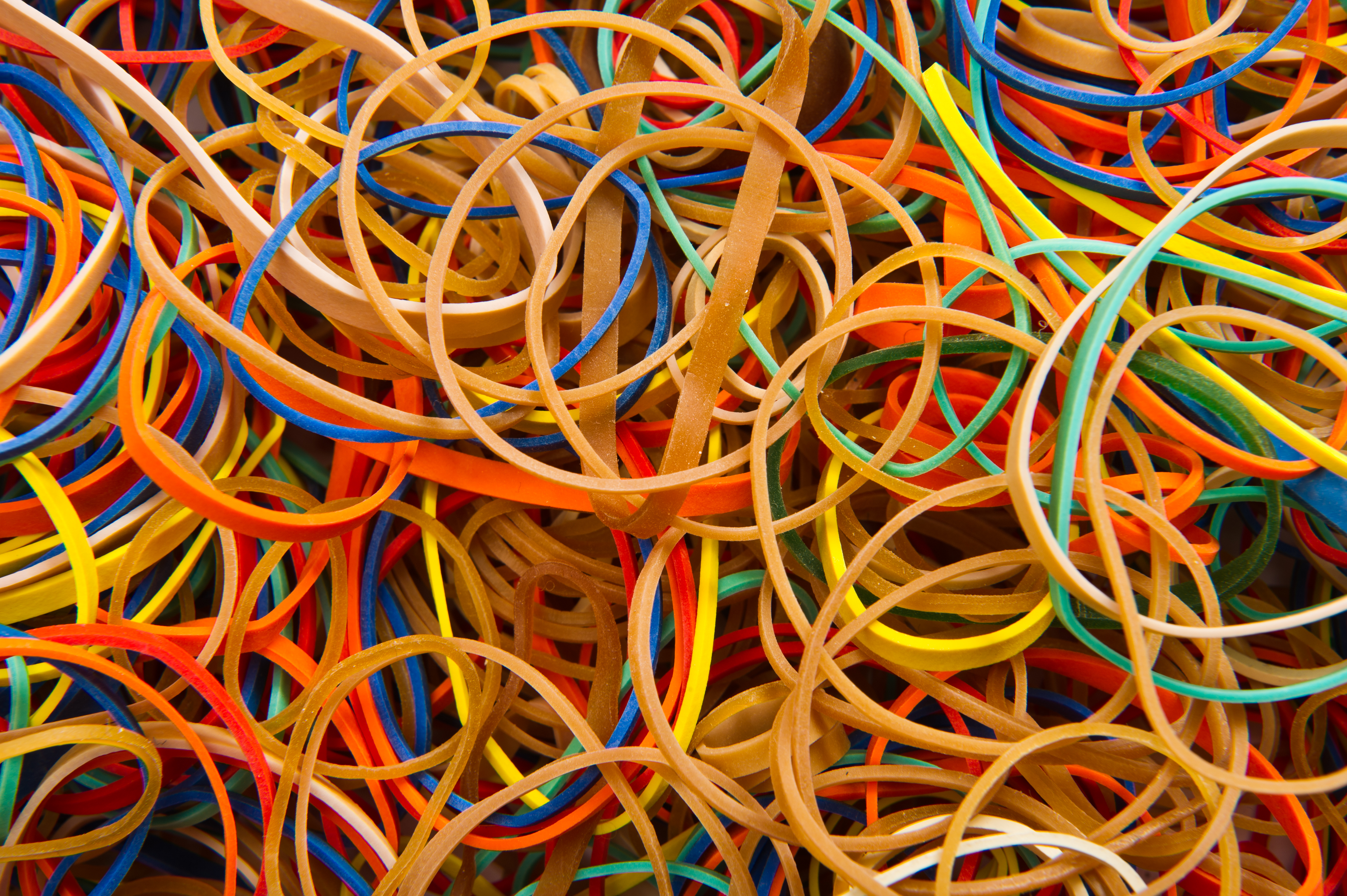
Gummibänder unterschiedlicher Farben

Ein Gummiband (auch Gummiring, Haushaltsgummi, umgangssprachlich auch Schießgummi, Schnippsgummi oder Gummiflitsche) ist ein kurzes Stück Gummi in Ringform. Solche Bänder werden normalerweise verwendet, um mehrere Objekte zusammenzuhalten. Für die Erfindung des Gummibands wurde Stephen Perry am 17. März 1845 in England ein Patent erteilt.

## Herstellung
Der Herstellungsprozess beginnt damit, das Gummi in eine lange Röhre zu formen, dann wird diese der Breite nach in dünne Ringe geschnitten. Während andere Gummiprodukte aus synthetischem Gummi gemacht sein können, werden Gummibänder hauptsächlich aus natürlichem Gummi hergestellt, da dieses eine höhere Dehnbarkeit besitzt.
Ein modernes Gummiband unterscheidet sich von seinem Vorläufer aus der Zeit Stephen Perrys dadurch, dass das Gummi jetzt vulkanisiert wird. Die Vulkanisation macht das Gummi haltbarer und elastischer, das Gummiband wird so noch praktischer.
Gummibänder halten länger, wenn sie kühl gelagert werden.
Gummibänder lassen sich auch selbst herstellen, indem man ausgediente Innenschläuche von Fahrradreifen in Ringe bzw. Streifen schneidet. Derart gewonnene Gummibänder sind extrem elastisch und altern praktisch nicht. Sie halten problemlos mehrere Jahre bis Jahrzehnte.

## Vermessung

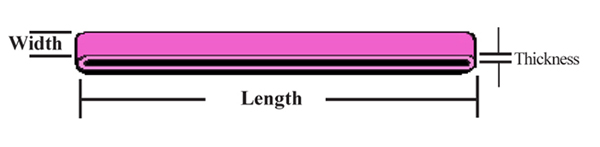
Vermessung eines Gummibands

Ein Gummiband bekommt eine Standardnummer, die auf seinen Ausmaßen basiert. Es hat drei Maße: Länge, Breite und Dicke (siehe Bild). Die Länge des Gummibands beträgt die Hälfte seines Umfangs. Die Dicke ist die Differenz des inneren und äußeren Radius. Die Breite hängt davon ab, in welchen Abständen der Gummizylinder bei der Herstellung zerschnitten wurde.

## Anwendungen
Für Gummibänder gibt es unterschiedlichste Anwendungen in kommerziellen Produkten, unter anderem:

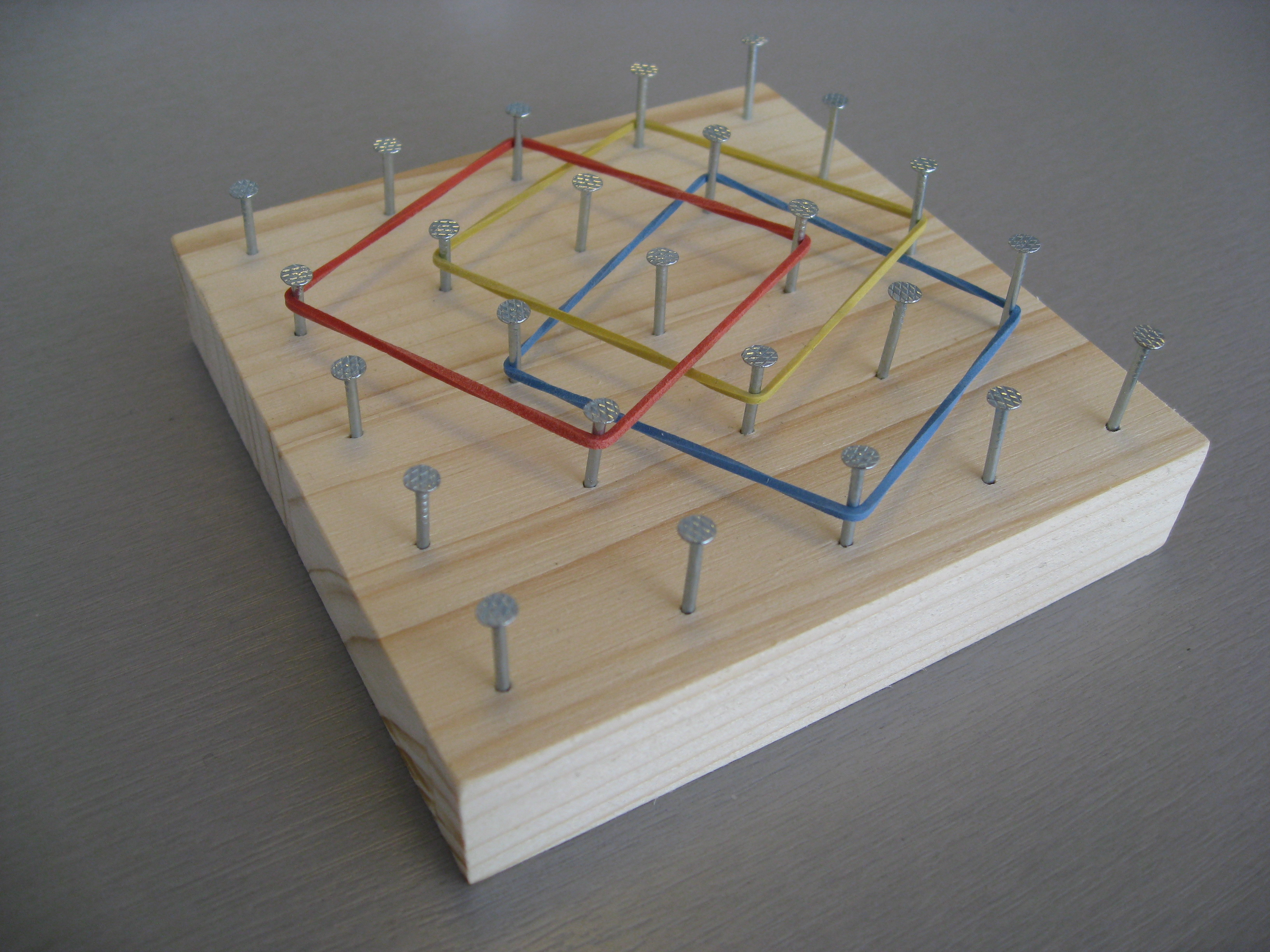
Geobrett

- In der Kieferorthopädie werden Gummibänder verwendet, um Zähne neu auszurichten. Sie dienen dabei als Verbindung zwischen Bandapparat (umgangssprachlich Zahnspange) und Zahn.
- Breite Gummibänder werden als Gymnastikband eingesetzt.
- Gummibänder können für Treibriemen in mechanischen Geräten der Unterhaltungselektronik, beispielsweise Walkman-Kassettenspielern oder Videorecordern, eingesetzt werden.
- Gelegentlich werden Gummibänder eingesetzt, um Festplatten im Computergehäuse zu halten. So wird der starre Kontakt zwischen Festplatte und Gehäuse vermieden, was durch Vibrationsverminderung das Geräuschaufkommen reduziert.
- Dicke Gummibänder mit einer speziellen Lasche zum späteren Ziehen werden zum luftdichten Verschließen von Einmachgläsern beim Einkochen von Obst oder Gemüse benutzt, daher der Name Einmachgummi.

Daneben werden Gummibänder überall dort verwendet, wo man "etwas Elastisches" braucht, z. B.
- Gummibänder können als Geschosse genutzt werden. Dazu schlingt man ein Ende um den Daumen oder einen anderen Finger und spannt es mit der anderen Hand. Wird es losgelassen, fliegt das Band davon. Es gibt auch Gummibandpistolen, die den gleichen Zweck erfüllen.

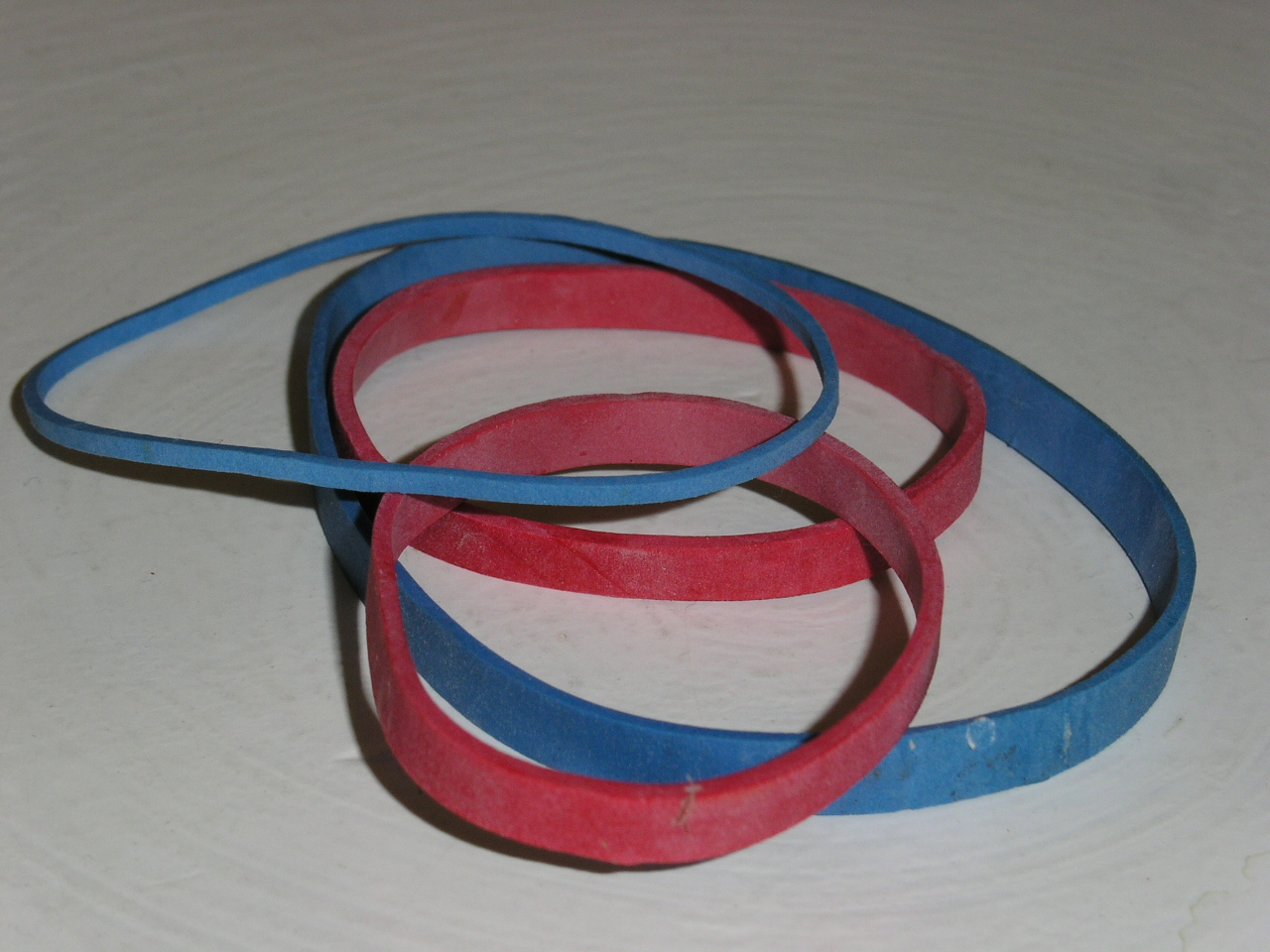
Unterschiedlich große Gummibänder

- Gummibänder können als Antrieb für andere Geschosse dienen, also als eine Primitivform einer Zwille, beispielsweise für Papierkrampen, also eng zusammengerollte Papierzettel, welche zu einem Winkel geknickt wurden. Auch eine Fliegenklatschen-Pistole verwendet ein Gummiband.
- Ein Gummiband kann als Gummimotor einen Propeller antreiben.
- Man kann notdürftig einen Radiergummi herstellen, indem man ein Gummiband eng um das Ende eines Stiftes wickelt.
- Gummibänder können zu einem Seil für Gummitwist zusammengeknotet werden. Wickelt man viele Gummibänder umeinander, erhält man einen springenden Gummibandball.
- Gummibänder können in der Punk-Szene als ausgefallene Handschellen dienen.
- In Australien verwendet man Gummibänder zum Zusammenhalten von Geldscheinen, um sie einfacher zählen und transportieren zu können.
- Gummibänder sind auch ein Hilfsmittel für Zauberer, die in zahlreichen Zaubertricks eingesetzt werden können. Hierbei kommen auch andersförmige Gummibänder zum Einsatz, beispielsweise in Herz oder Sternform.
- Bei der Briefzustellung haben Gummibänder inzwischen weitgehend die Bundschließe zum Abbinden von Briefbündeln abgelöst.
- Als Loom-Bändchen finden, mittels eines speziellen Webrahmens und einer Häkelnadel, zusammengeflochtene neonfarbige Gummibänder unter Jugendlichen als auch Prominenten weltweite Anwendung und Gefallen.[4][5]

## Entsorgung
Gummibänder in kleinen Mengen werden über den Restmüll entsorgt. Für Komposthaufen sind Gummibänder nicht geeignet, weil sie dort zur Gefahr für Weißstörche und andere Vögel werden, die sie wegen Form und Konsistenz mit Fadenwürmern verwechseln und sie nicht am Geschmack unterscheiden können.